# ساعت شلوغی (فیلم ۱۳۹۰)
ساعت شلوغی فیلمی به کارگردانی آرش معیریان و نویسندگی جابر قاسمعلی محصول سال ۱۳۹۰ است.

## بازیگران
- پژمان بازغی
- شاهرخ استخری
- بهنوش بختیاری
- سحر قریشی
- نرگس محمدی
- مهران رجبی
- مهتاج نجومی
- محمدرضا وزیری